# 盐溪乡
盐溪乡，是中华人民共和国四川省南充市嘉陵区下辖的一个乡镇级行政单位。2019年10月，撤销桥龙乡，将其所属行政区域划归盐溪乡管辖。

## 行政区划
盐溪乡下辖以下地区：
双河口社区、陈家祠村、桅杆坝村、三财沟村、水磨桥村、老君堂村、染房湾村、兴隆庙村、六方碑村、山脚庙村、苦竹林村、窑湾村和仁和寨村，泰河嘴村、龙桥村、羊龙庙村、内城沟村、阳明庵村、刘家沟村、二官沟村、木梯湾村、石板沟村和二龙山村。